# خانقاه بيبرس الجاشنكير
خانقاه بيبرس الجاشنكير أو الخانقاه البيبرسية أنشئها السلطان بيبرس الجاشنكير خلال الفترة (706 -709) (1306-1309م) وتقع حالياً بشارع الجمالية ويحمل الأثر رقم 32، شرع بيبرس في إنشائها سنة 706هـ- 1306 م وقت أن كان أميراً قبل أن يلي السلطنة وألحق بها قبة كبيرة، وأكملها عام (709هـ-1309) وعقب الفراغ منها قبض عليه الناصر محمد بن قلاوون، وقتله ثم أمر بإغلاقها.

## المنشئ
منشئ الخانقاه هو السلطان الملك المظفر ركن الدين بن عبد الله المنصورى الجاشنكير في سنة 706هـ / 1306م قبل ان يلى السلطنة وكملت الأعمال سنة 709هـ / 1310م

## التصميم
الواجهة الغربية هي الواجهة العمومية هي واجهة كبيرة مبنية بالحجر ينتهى طرفها باب مكسو بالرخام وكتب علية ايات من القرآن بالرخام الأبيض.

## معرض صور

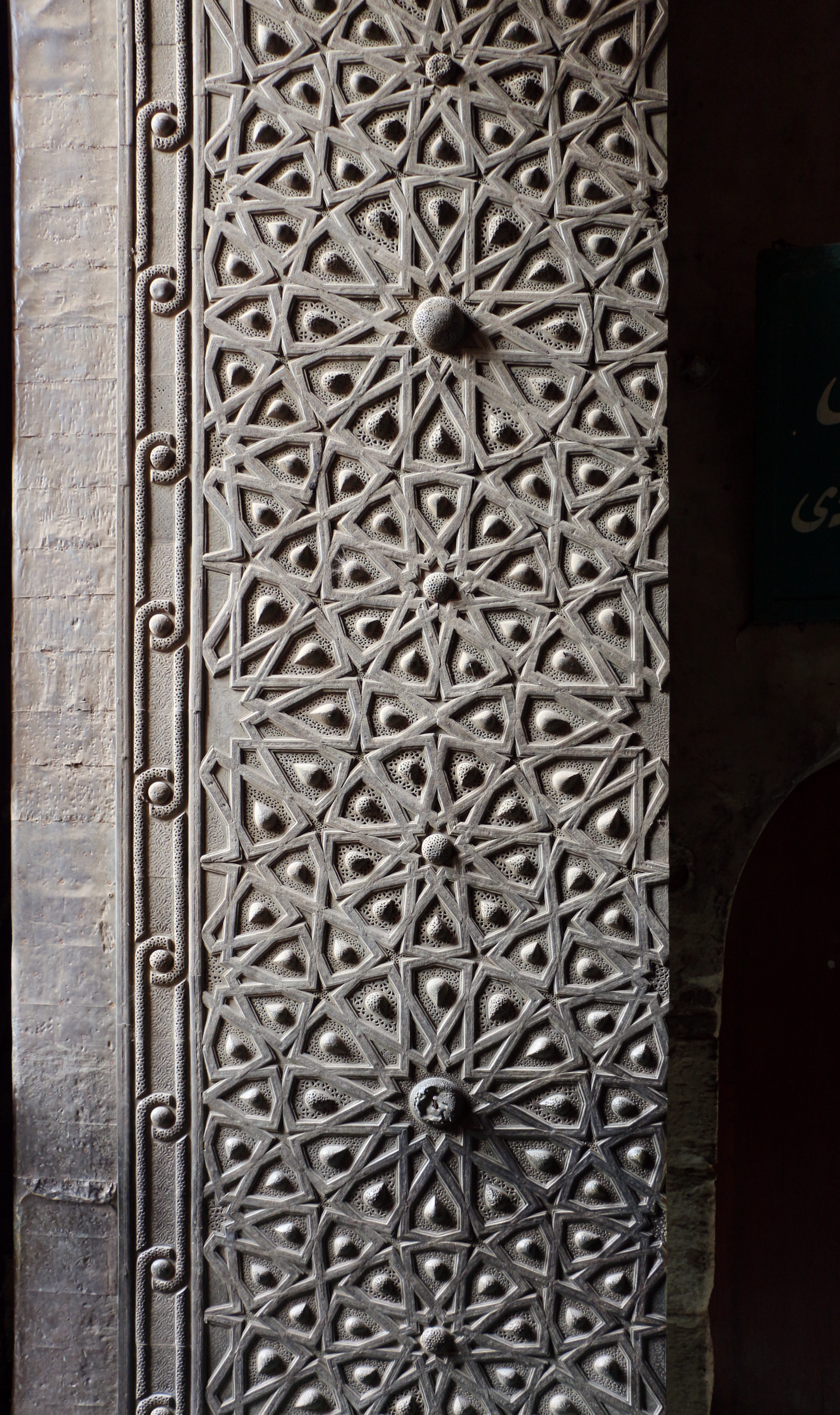
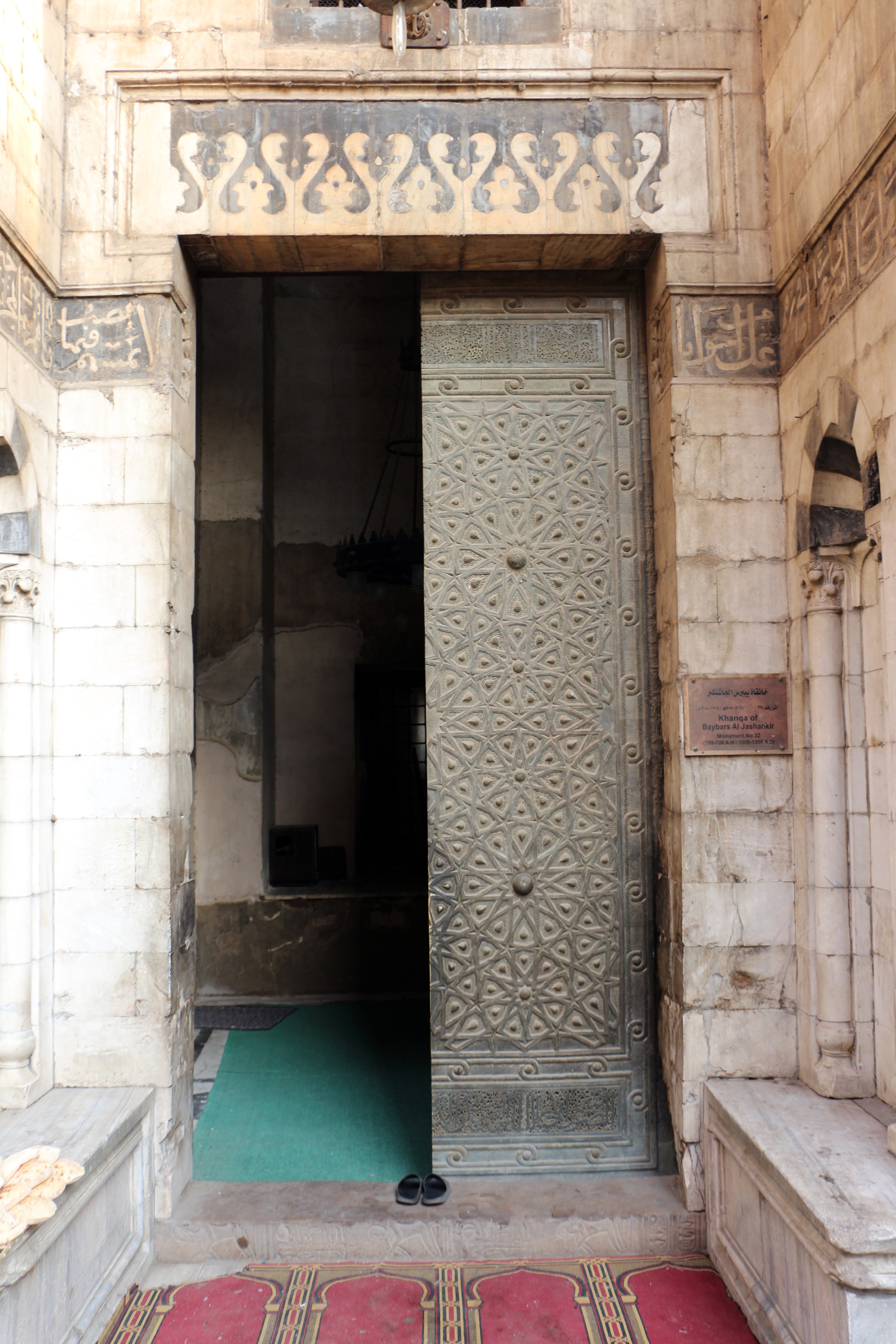
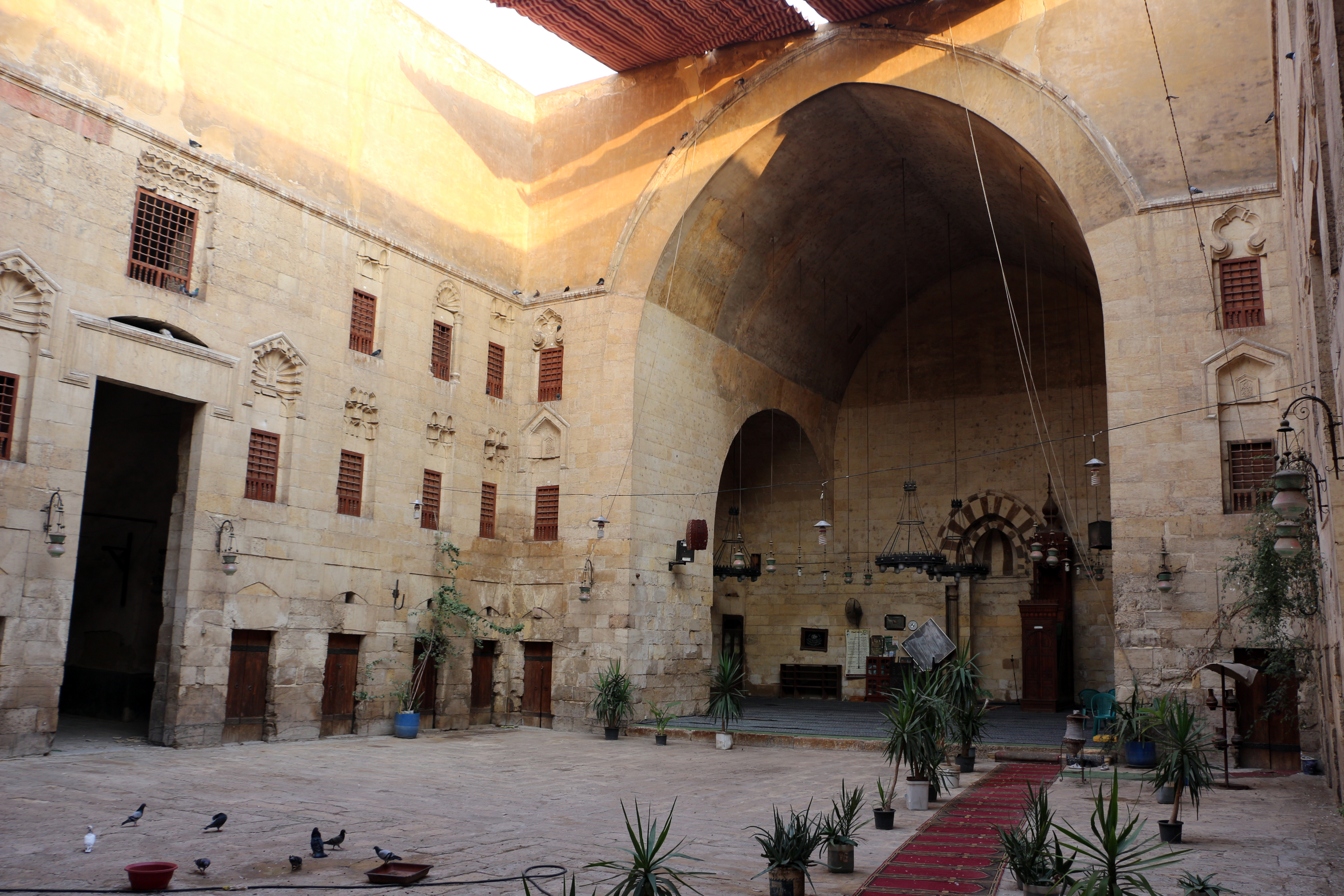
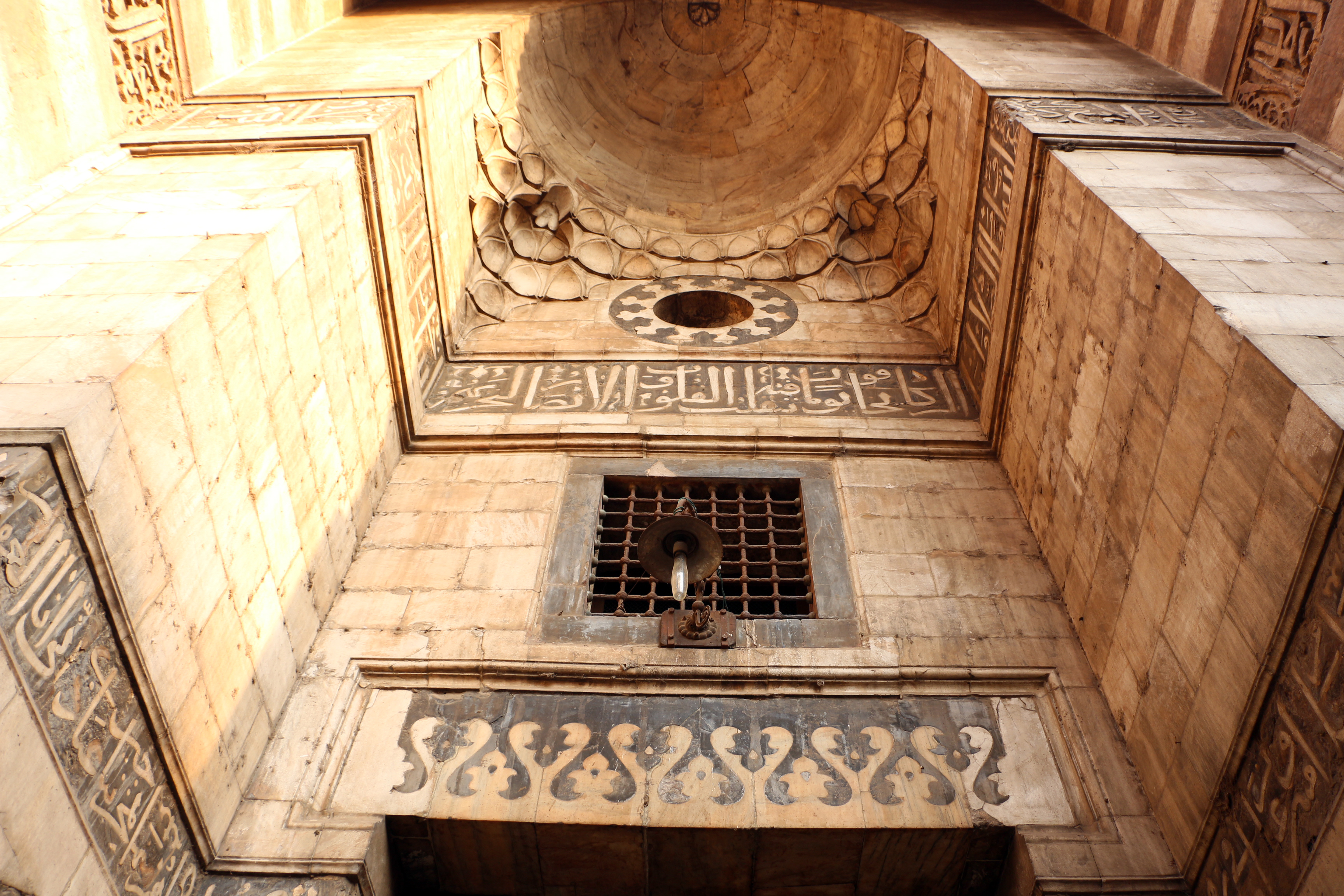
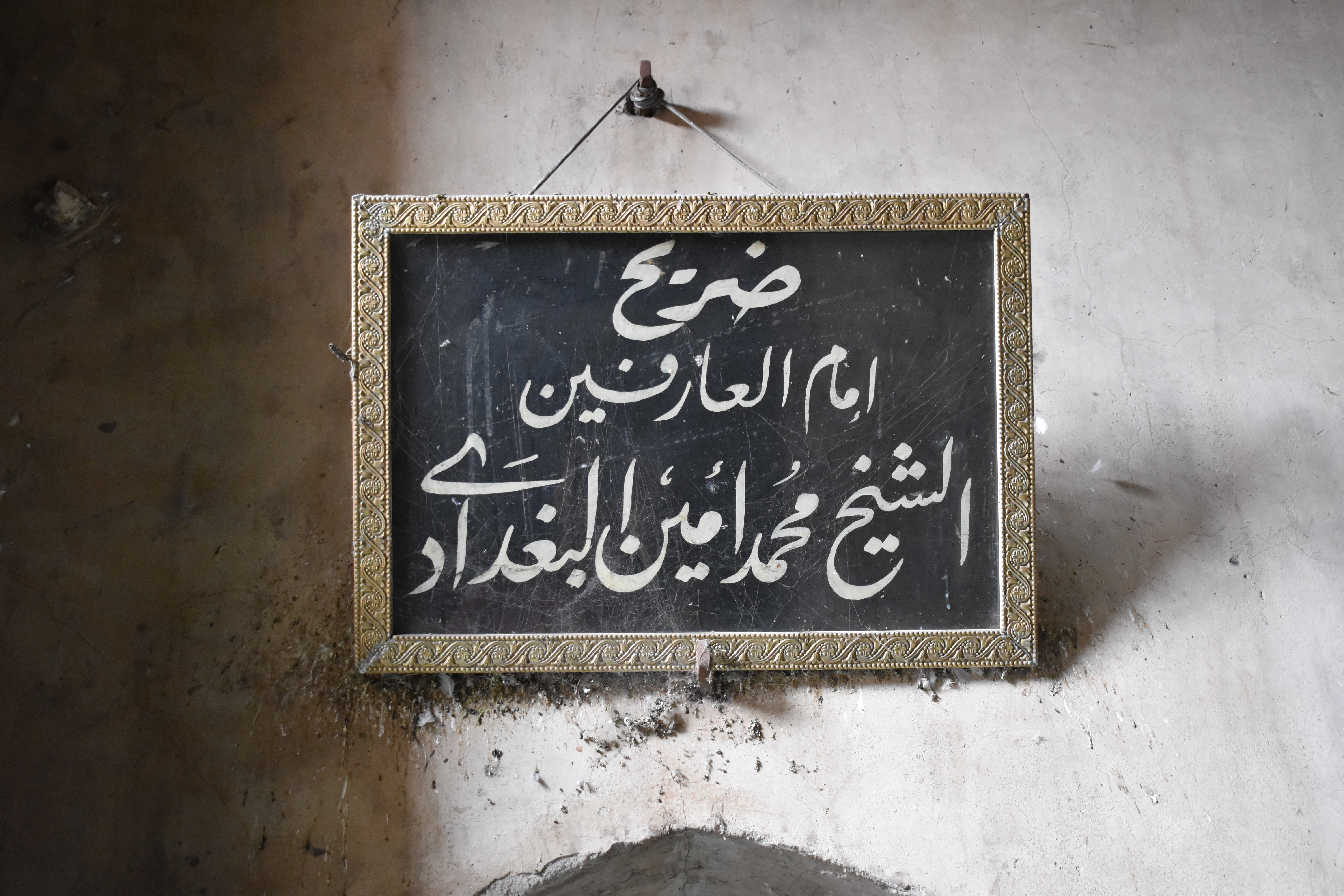
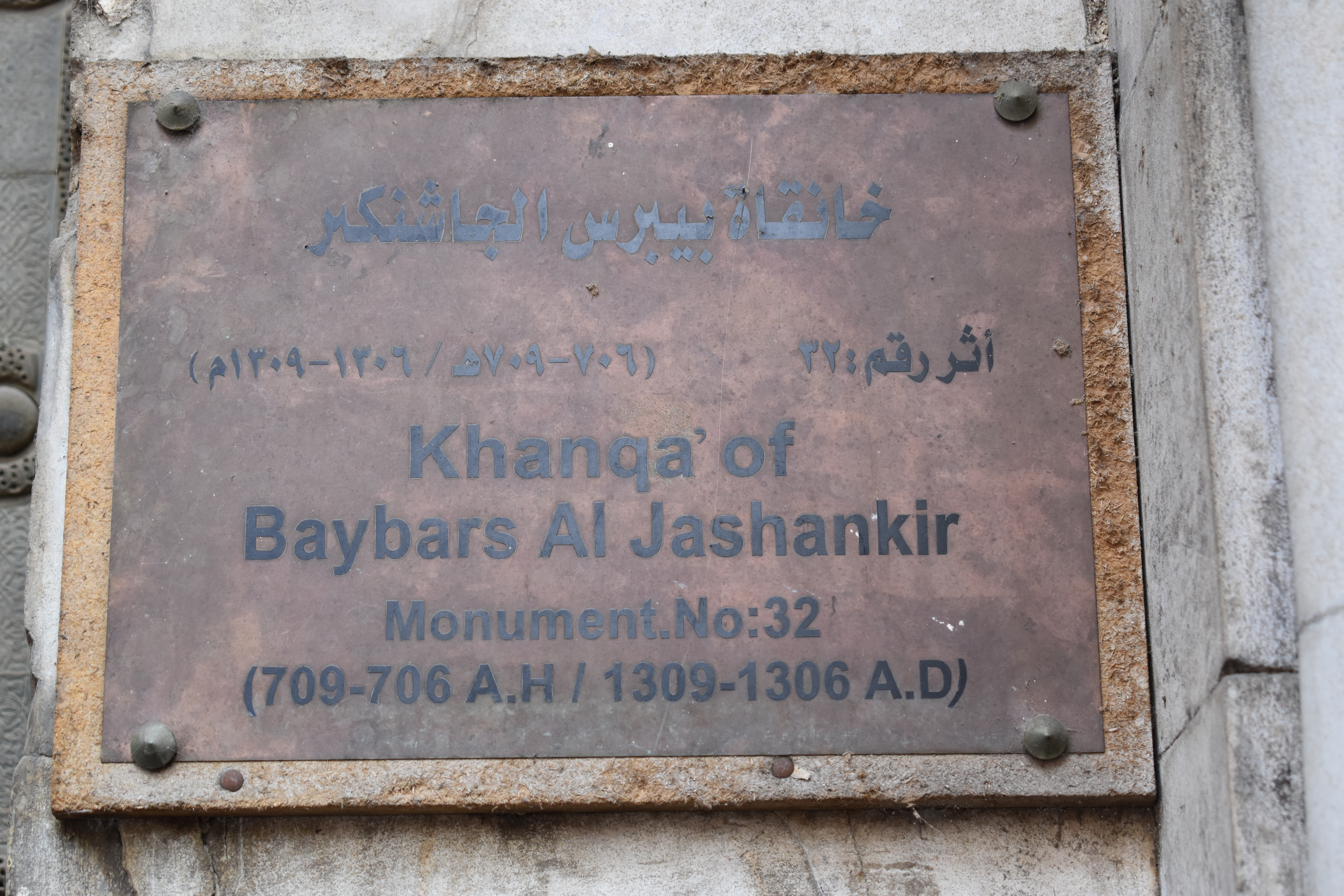
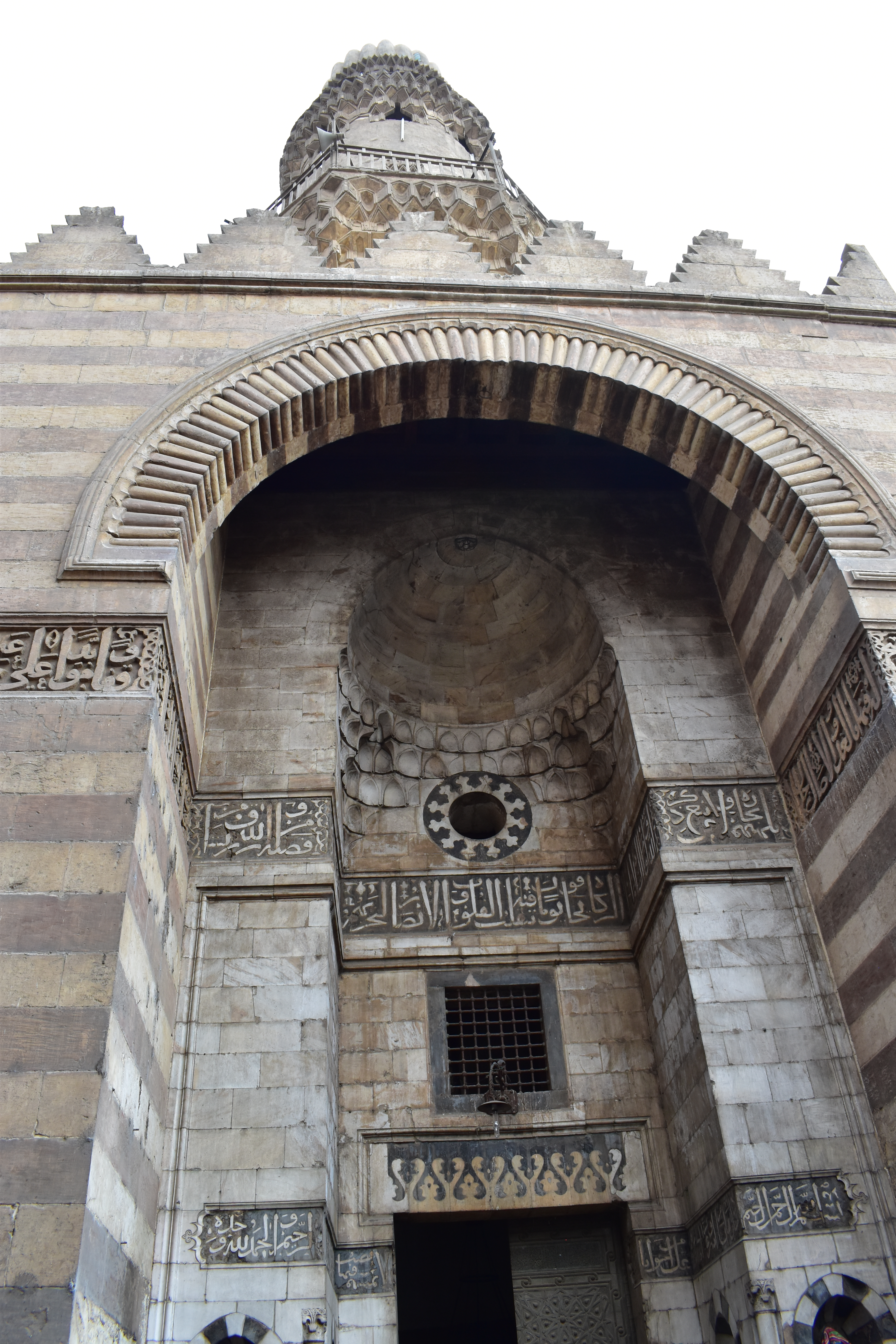
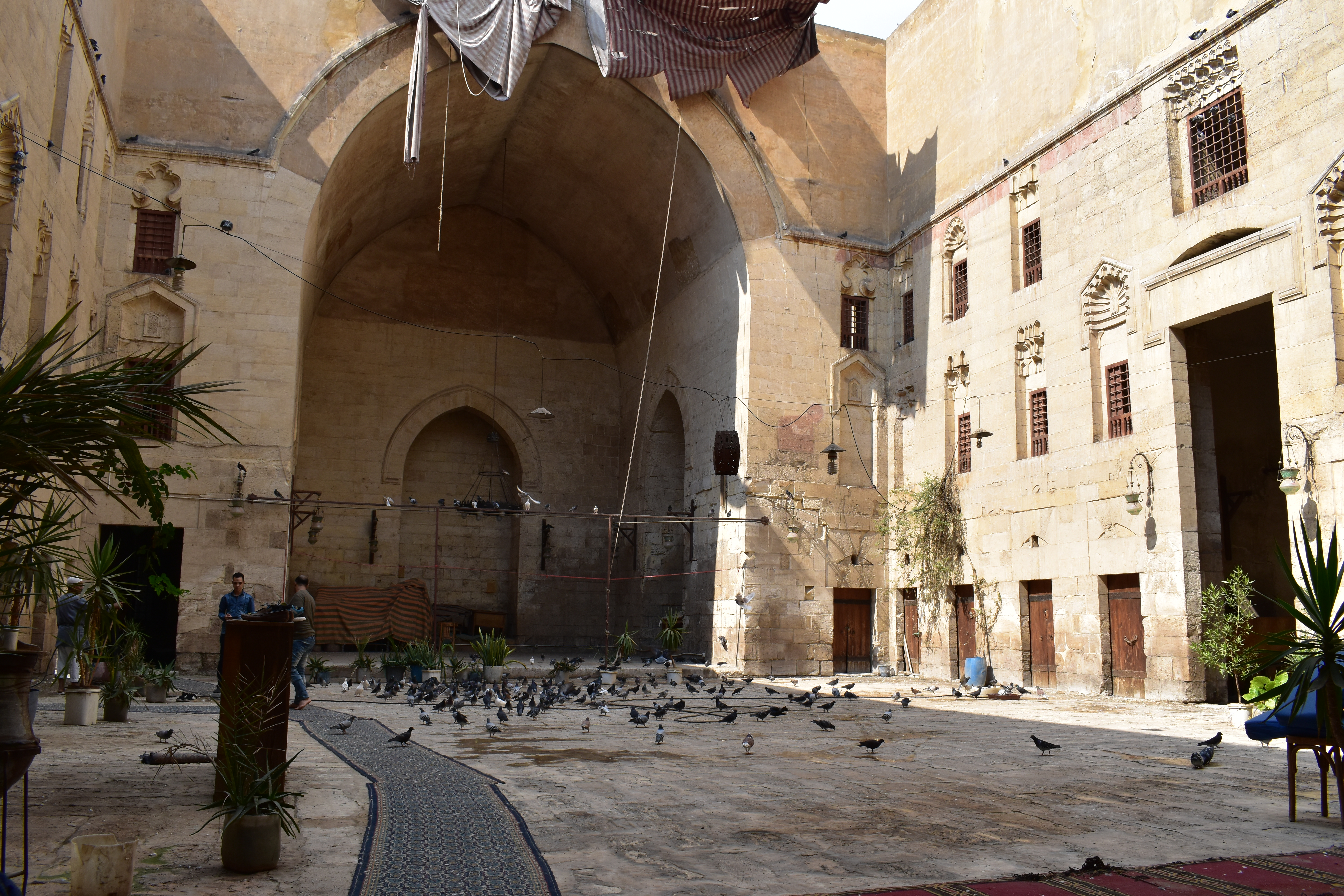
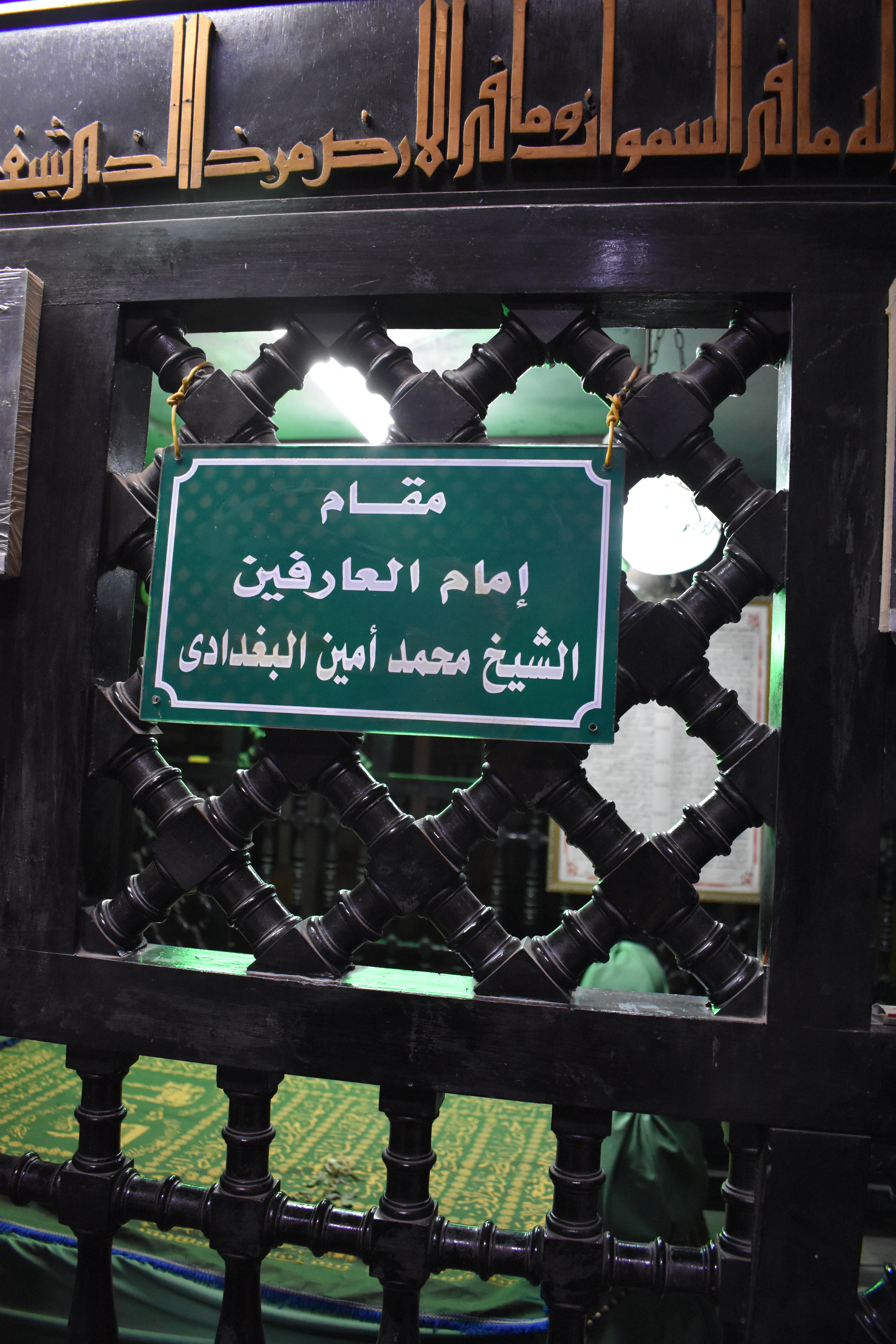
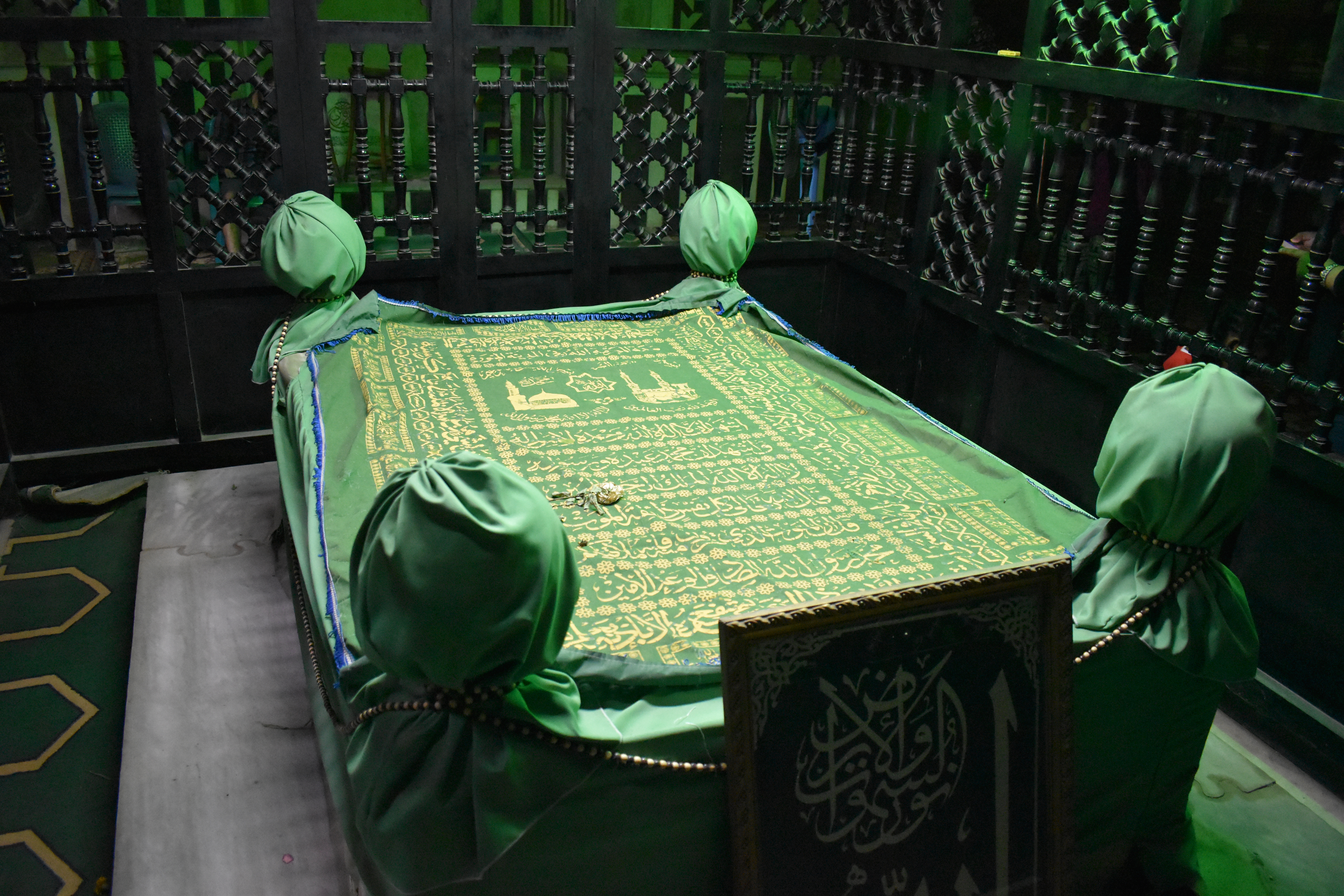
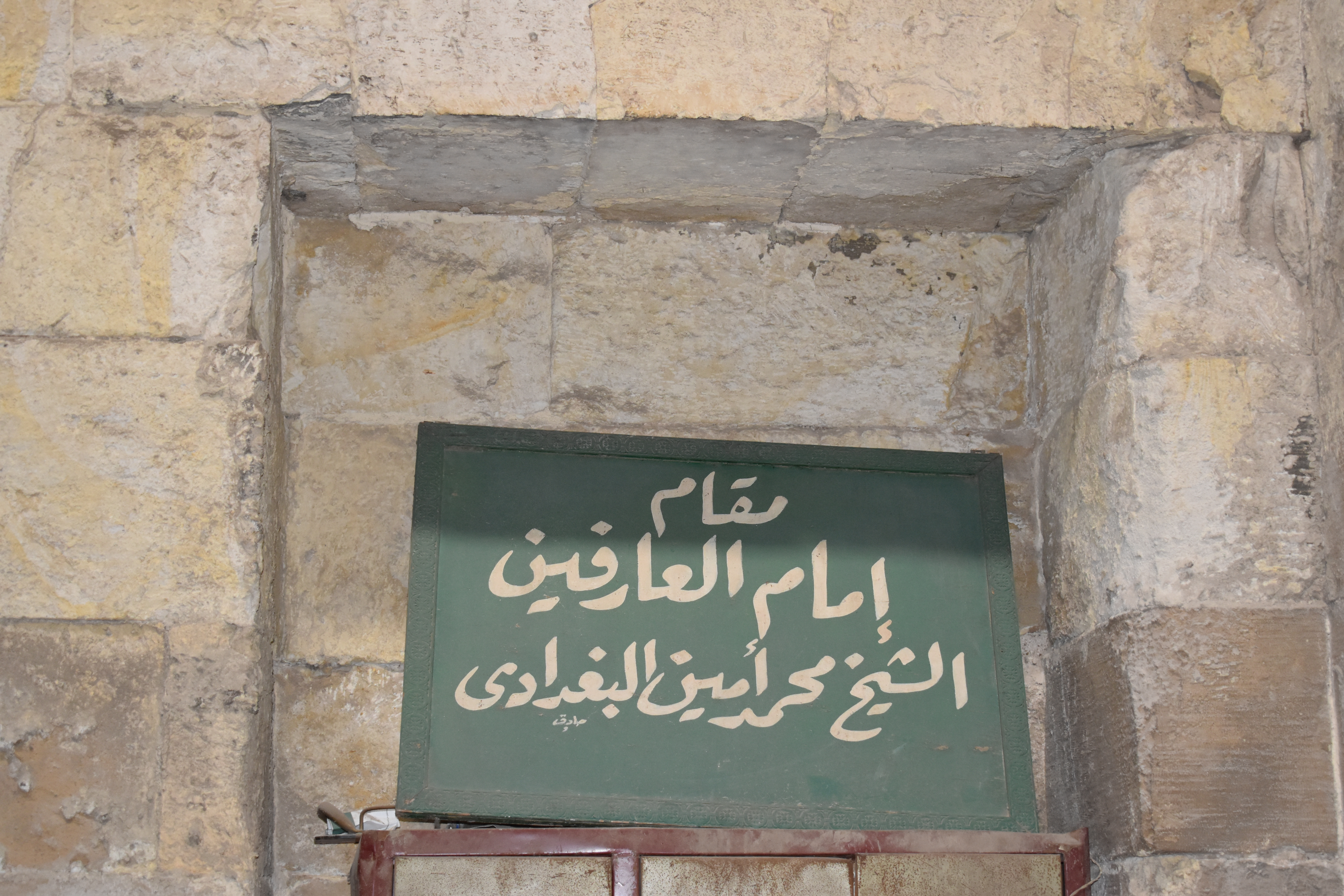
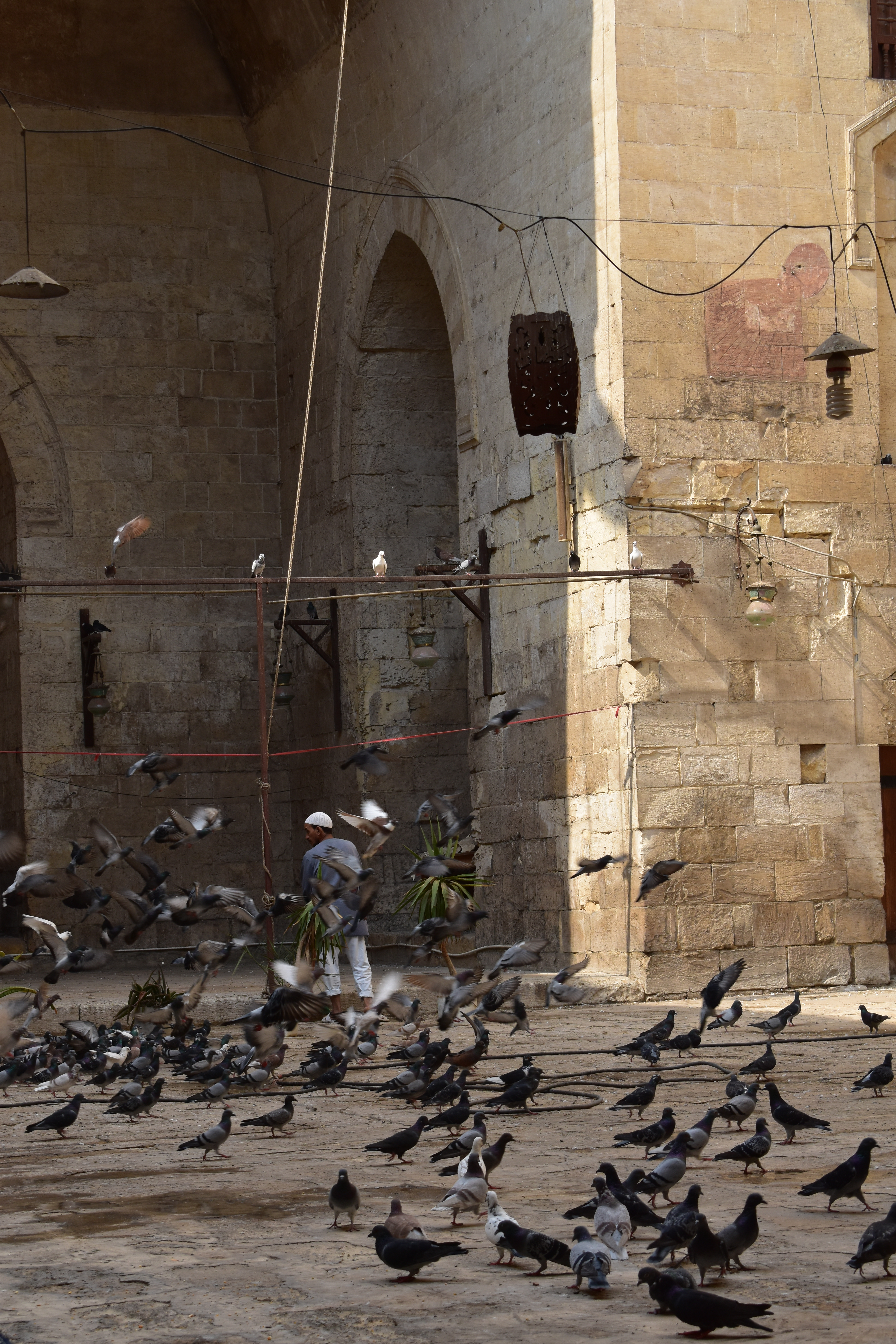
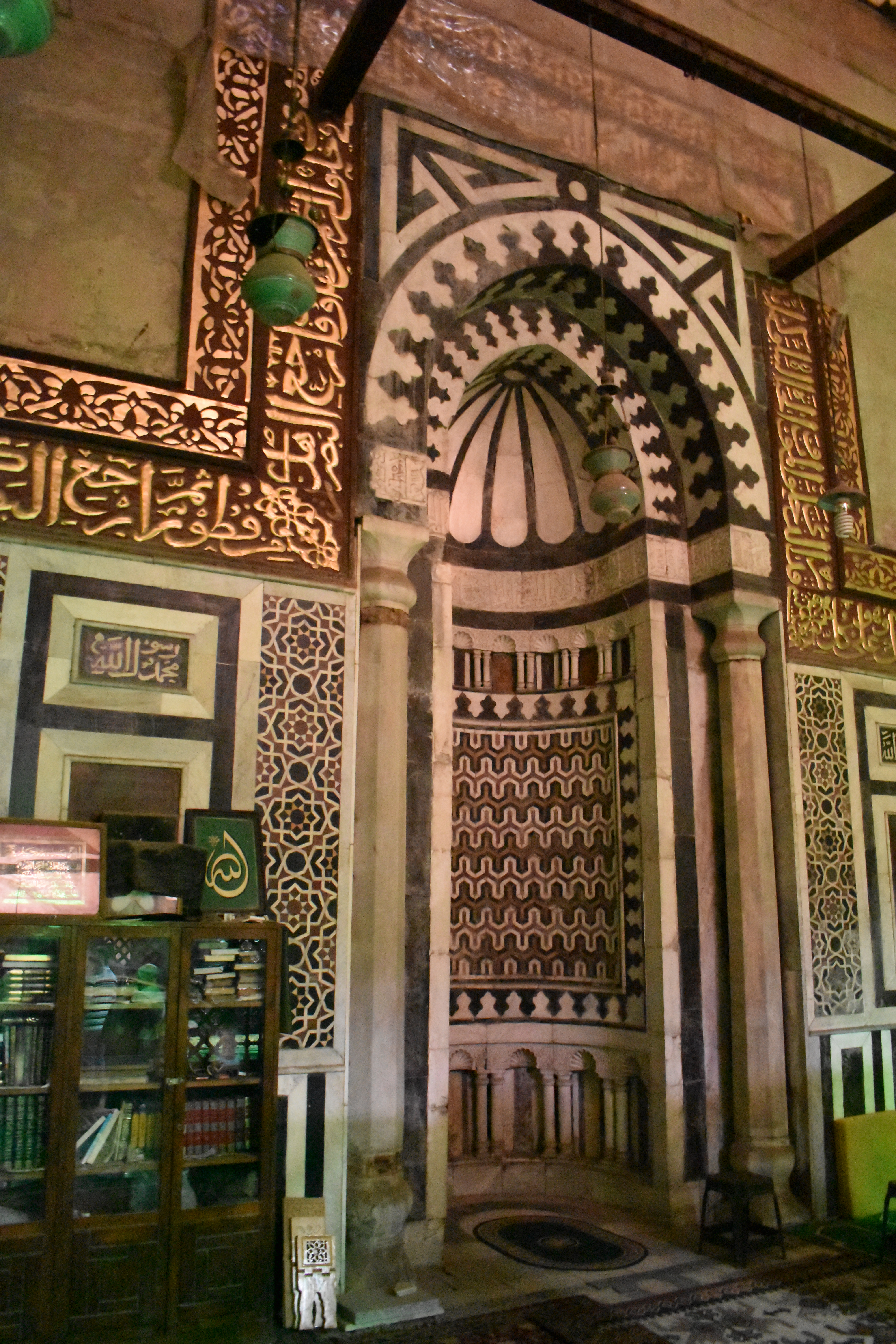
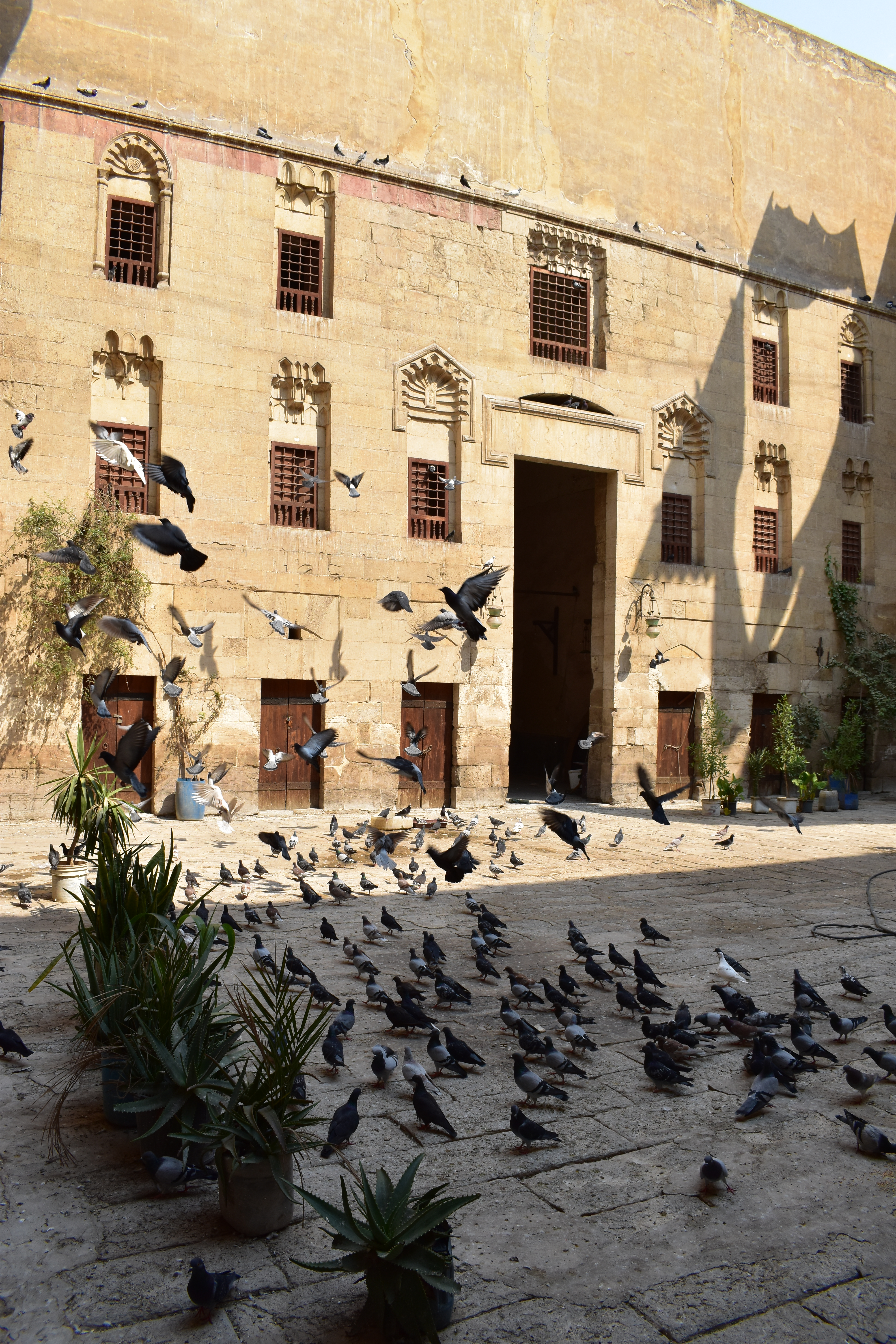